# Apatophysis caspica
Apatophysis caspica là một loài bọ cánh cứng trong họ Cerambycidae.